# Nikolái Chernyj
Nikolái Stepánovich Chernyj (en ruso: Николай Степанович Черных) (6 de octubre de 1931 - 26 de mayo de 2004) fue un astrónomo soviético nacido en Rusia, especialista en astrometría y en dinámica de pequeños cuerpos del sistema solar, Doctor en Ciencias Físicas y Matemáticas.

## Biografía
Nacido el 6 de octubre de 1931 en la ciudad de Usmán, en el Óblast de Vorónezh (actualmente - en la Óblast de Lípetsk) en una familia humilde donde el cabeza de familia era mecánico. En el año 1941, cambiaron de residencia, instalándose en la ciudad de Seragul (Tulunsky), de la Óblast de Irkutsk. Después de realizar los estudios primarios, fue llamado a filas para servir en el ejército, una vez cumplido el servicio militar, ingresó en el año 1954 en el Instituto Pedagógico de Irkutsk. Durante las pruebas de acceso conoció a Liudmila Chernyj (Людмила Ивановна Черных) con la que se casó en el año 1957 y con la que trabajaría en conjunto durante el resto de su vida.
Siendo aún estudiante entró a formar parte del equipo del Instituto Central de Investigación de Mediciones Físicas y Técnicas, combinando de esta manera trabajo y estudio. En el laboratorio realizó observaciones astrométricas de las estrellas y utilizando nuevos métodos de medición como el conocido como escala Danjon.
En el año 1961 se graduó en el Instituto de Astronomía Teórica (ITA) en Leningrado. En septiembre de 1963 se presentó en el Observatorio Astrofísico de Crimea (Crimea Astrophysical Observatory) siendo admitido como asistente de investigación. Posteriormente, fue ascendiendo, ocupando altos cargos de la estructura.

## Actividades científicas
En el 1964, por iniciativa conjunta de Nikolái Chernyj y Liudmila Chernyj, en el Instituto de Astronomía Teórica se creó el «Grupo de Crimea», cuyo propósito era encontrar asteroides desde el Observatorio Astrofísico de Crimea. Como jefe de grupo se designó a Liudmila Chernyj, y ocupando el cargo de director científico y metodológico del grupo se eligió a Nikolái Chernyj, el equipo de trabajo se mantuvo hasta su fallecimiento en el año 2004. Durante muchos años el «Grupo de Crimea» fue líder mundial en el número de observaciones de asteroides.
Durante su trabajo con el "Grupo de Crimea", Nikolái Chernyj descubrió en solitario 537 nuevos asteroides, y en grupo fueron descubierto un total de más de 1200.
Junto con una gran exploración en la cual el 22 de diciembre de 1978 descubrió el Páramo de Santurban. Estuvo durante varios años en el ranking de los descubridores de planetas menores, que tiene en cuenta la labor de más de 1459 astrónomos y organizaciones astronómicas del mundo; ocupa el lugar número 31. Ha publicado más de 200 artículos científicos, siendo coautor de tres monografías.
El asteroide descubierto el 27 de septiembre de 1973, (6619) Kolya,  por Liudmila Chernyj, fue nombrado en honor de su marido. El asteroide (2325) Chernykh, descubierto el 25 de septiembre de 1979 por el astrónomo checoslovaco Antonín Mrkos, fue nombrado en honor a la pareja.
Nikolái Chernyj, honró con el nombre (2036) Sheragul a la localidad donde pasó sus años escolares, y con el nombre (2585) Irpedina al Instituto Pedagógico donde se graduó. El asteroide (3632) Grachevka, lleva el nombre de la localidad de origen de los padres de Nikolái.
Descubrió varios cometas, incluyendo los cometas periódicos 74P/Smirnova-Chernykh y 101P/Chernykh.
Fue miembro de la Unión Astronómica Internacional (UAI) y algunas organizaciones y sociedades más.

## Asteroides descubiertos
| (1796) Riga          | 16 de mayo de 1966       |
| (1836) Komarov       | 26 de julio de 1971      |
| (1907) Rudneva       | 11 de septiembre de 1972 |
| (1908) Pobeda        | 11 de septiembre de 1972 |
| (2004) Lexell        | 22 de septiembre de 1973 |
| (2006) Polonskaya    | 22 de septiembre de 1973 |
| (2036) Sheragul      | 22 de septiembre de 1973 |
| (2113) Ehrdni        | 11 de septiembre de 1972 |
| (2123) Vltava        | 22 de septiembre de 1973 |
| (2149) Schwambraniya | 22 de marzo de 1977      |
| (2164) Lyalya        | 11 de septiembre de 1972 |
| (2178) Kazakhstania  | 11 de septiembre de 1972 |
| (2190) Coubertin     | 2 de abril de 1976       |
| (2206) Gabrova       | 1 de abril de 1976       |
| (2207) Antenor       | 19 de agosto de 1977     |
| (2208) Pushkin       | 22 de agosto de 1977     |
| (2222) Lermontov     | 19 de septiembre de 1977 |
| (2228) Soyuz-Apollo  | 19 de julio de 1977      |
| (2238) Steshenko     | 11 de septiembre de 1972 |
| (2251) Tikhov        | 19 de septiembre de 1977 |
| (2254) Requiem       | 19 de agosto de 1977     |
| (2269) Efremiana     | 2 de mayo de 1976        |
| (2286) Fesenkov      | 14 de julio de 1977      |
| (2287) Kalmykia      | 22 de agosto de 1977     |
| (2293) Guernica      | 13 de marzo de 1977      |
| (2294) Andronikov    | 14 de agosto de 1977     |
| (2295) Matusovskij   | 19 de agosto de 1977     |
| (2297) Daghestan     | 1 de septiembre de 1978  |
| (2312) Duboshin      | 1 de abril de 1976       |
| (2323) Zverev        | 24 de septiembre de 1976 |
| (2338) Bokhan        | 22 de agosto de 1977     |
| (2354) Lavrov        | 9 de agosto de 1978      |
| (2361) Gogol         | 1 de abril de 1976       |
| (2362) Mark Twain    | 24 de septiembre de 1976 |
| (2369) Chekhov       | 4 de abril de 1976       |
| (2372) Proskurin     | 13 de septiembre de 1977 |
| (2376) Martynov      | 22 de agosto de 1977     |
| (2377) Shcheglov     | 31 de agosto de 1978     |
| (2388) Gase          | 13 de marzo de 1977      |
| (2389) Dibaj         | 19 de agosto de 1977     |
| (2394) Nadeev        | 22 de septiembre de 1973 |
| (2402) Satpaev       | 31 de julio de 1979      |
| (2408) Astapovich    | 31 de agosto de 1978     |
| (2416) Sharonov      | 31 de julio de 1979      |
| (2420) Čiurlionis    | 3 de octubre de 1975     |
| (2426) Simonov       | 26 de mayo de 1976       |
| (2427) Kobzar        | 20 de diciembre de 1976  |
| (2428) Kamenyar      | 11 de septiembre de 1977 |

| (2431) Skovoroda      | 8 de agosto de 1978      |
| (2439) Ulugbek        | 21 de agosto de 1977     |
| (2450) Ioannisiani    | 1 de septiembre de 1978  |
| (2458) Veniakaverin   | 11 de septiembre de 1977 |
| (2473) Heyerdahl      | 12 de septiembre de 1977 |
| (2476) Andersen       | 2 de mayo de 1976        |
| (2477) Biryukov       | 14 de agosto de 1977     |
| (2492) Kutuzov        | 14 de julio de 1977      |
| (2497) Kulikovskij    | 14 de agosto de 1977     |
| (2498) Tsesevich      | 23 de agosto de 1977     |
| (2506) Pirogov        | 26 de agosto de 1976     |
| (2508) Alupka         | 13 de marzo de 1977      |
| (2509) Chukotka       | 14 de julio de 1977      |
| (2520) Novorossijsk   | 26 de agosto de 1976     |
| (2529) Rockwell Kent  | 21 de agosto de 1977     |
| (2553) Viljev         | 29 de marzo de 1979      |
| (2563) Boyarchuk      | 22 de marzo de 1977      |
| (2564) Kayala         | 19 de agosto de 1977     |
| (2566) Kirghizia      | 29 de marzo de 1979      |
| (2577) Litva          | 12 de marzo de 1975      |
| (2579) Spartacus      | 14 de agosto de 1977     |
| (2580) Smilevskia     | 18 de agosto de 1977     |
| (2584) Turkmenia      | 23 de marzo de 1979      |
| (2585) Irpedina       | 21 de julio de 1979      |
| (2593) Buryatia       | 2 de abril de 1976       |
| (2606) Odessa         | 1 de abril de 1976       |
| (2607) Yakutia        | 14 de julio de 1977      |
| (2609) Kiril-Metodi   | 9 de agosto de 1978      |
| (2610) Tuva           | 5 de septiembre de 1978  |
| (2625) Jack London    | 2 de mayo de 1976        |
| (2626) Belnika        | 8 de agosto de 1978      |
| (2627) Churyumov      | 8 de agosto de 1978      |
| (2644) Víctor Jara    | 22 de septiembre de 1973 |
| (2646) Abetti         | 13 de marzo de 1977      |
| (2656) Evenkia        | 25 de abril de 1979      |
| (2657) Bashkiria      | 23 de septiembre de 1979 |
| (2668) Tataria        | 26 de agosto de 1976     |
| (2670) Chuvashia      | 14 de agosto de 1977     |
| (2671) Abkhazia       | 21 de agosto de 1977     |
| (2700) Baikonur       | 20 de diciembre de 1976  |
| (2701) Cherson        | 1 de septiembre de 1978  |
| (2703) Rodari         | 29 de marzo de 1979      |
| (2711) Aleksandrov    | 31 de agosto de 1978     |
| (2721) Vsekhsvyatskij | 22 de septiembre de 1973 |
| (2722) Abalakin       | 1 de abril de 1976       |
| (2723) Gorshkov       | 31 de agosto de 1978     |
| (2724) Orlov          | 13 de septiembre de 1978 |
| (2726) Kotelnikov     | 22 de septiembre de 1979 |

| (2727) Paton          | 22 de septiembre de 1979 |
| (2728) Yatskiv        | 22 de septiembre de 1979 |
| (2734) Hašek          | 1 de abril de 1976       |
| (2746) Hissao         | 22 de septiembre de 1979 |
| (2758) Cordelia       | 1 de septiembre de 1978  |
| (2769) Mendeleev      | 1 de abril de 1976       |
| (2770) Tsvet          | 19 de septiembre de 1977 |
| (2776) Baikal         | 25 de septiembre de 1976 |
| (2777) Shukshin       | 24 de septiembre de 1979 |
| (2783) Chernyshevskij | 14 de septiembre de 1974 |
| (2785) Sedov          | 31 de agosto de 1978     |
| (2786) Grinevia       | 6 de septiembre de 1978  |
| (2787) Tovarishch     | 13 de septiembre de 1978 |
| (2792) Ponomarev      | 13 de marzo de 1977      |
| (2793) Valdaj         | 19 de agosto de 1977     |
| (2794) Kulik          | 8 de agosto de 1978      |
| (2809) Vernadskij     | 31 de agosto de 1978     |
| (2810) Lev Tolstoj    | 13 de septiembre de 1978 |
| (2832) Lada           | 6 de marzo de 1975       |
| (2833) Radishchev     | 9 de agosto de 1978      |
| (2836) Sobolev        | 22 de diciembre de 1978  |
| (2849) Shklovskij     | 1 de abril de 1976       |
| (2859) Paganini       | 5 de septiembre de 1978  |
| (2862) Vavilov        | 15 de mayo de 1977       |
| (2867) Šteins         | 4 de noviembre de 1969   |
| (2869) Nepryadva      | 7 de septiembre de 1980  |
| (2883) Barabashov     | 13 de septiembre de 1978 |
| (2887) Krinov         | 22 de agosto de 1977     |
| (2910) Yoshkar-Ola    | 11 de octubre de 1980    |
| (2915) Moskvina       | 22 de agosto de 1977     |
| (2916) Voronveliya    | 8 de agosto de 1978      |
| (2922) Dikan'ka       | 1 de abril de 1976       |
| (2951) Perepadin      | 13 de septiembre de 1977 |
| (2952) Lilliputia     | 22 de septiembre de 1979 |
| (2953) Vysheslavia    | 24 de septiembre de 1979 |
| (2966) Korsunia       | 13 de marzo de 1977      |
| (2967) Vladisvyat     | 19 de septiembre de 1977 |
| (2968) Iliya          | 31 de agosto de 1978     |
| (2969) Mikula         | 5 de septiembre de 1978  |
| (2983) Poltava        | 2 de septiembre de 1981  |
| (2995) Taratuta       | 31 de agosto de 1978     |
| (3006) Livadia        | 24 de septiembre de 1979 |
| (3009) Coventry       | 22 de septiembre de 1973 |
| (3012) Minsk          | 27 de agosto de 1979     |
| (3013) Dobrovoleva    | 23 de septiembre de 1979 |
| (3027) Shavarsh       | 8 de agosto de 1978      |
| (3038) Bernes         | 31 de agosto de 1978     |
| (3053) Dresden        | 18 de agosto de 1977     |

| (3054) Strugatskia  | 11 de septiembre de 1977 |
| (3072) Vilnius      | 5 de septiembre de 1978  |
| (3073) Kursk        | 24 de septiembre de 1979 |
| (3084) Kondratyuk   | 19 de agosto de 1977     |
| (3094) Chukokkala   | 23 de marzo de 1979      |
| (3100) Zimmerman    | 13 de marzo de 1977      |
| (3112) Velimir      | 22 de agosto de 1977     |
| (3113) Chizhevskij  | 1 de septiembre de 1978  |
| (3120) Dangrania    | 14 de septiembre de 1979 |
| (3128) Obruchev     | 23 de marzo de 1979      |
| (3148) Grechko      | 24 de septiembre de 1979 |
| (3158) Anga         | 24 de septiembre de 1976 |
| (3170) Dzhanibekov  | 24 de septiembre de 1979 |
| (3186) Manuilova    | 22 de septiembre de 1973 |
| (3189) Penza        | 13 de septiembre de 1978 |
| (3191) Svanetia     | 22 de septiembre de 1979 |
| (3195) Fedchenko    | 8 de agosto de 1978      |
| (3196) Maklaj       | 1 de septiembre de 1978  |
| (3204) Lindgren     | 1 de septiembre de 1978  |
| (3213) Smolensk     | 14 de julio de 1977      |
| (3224) Irkutsk      | 11 de septiembre de 1977 |
| (3230) Vampilov     | 8 de junio de 1972       |
| (3233) Krišbarons   | 9 de septiembre de 1977  |
| (3234) Hergiani     | 31 de agosto de 1978     |
| (3238) Timresovia   | 8 de noviembre de 1975   |
| (3242) Bakhchisaraj | 22 de septiembre de 1979 |
| (3246) Bidstrup     | 1 de abril de 1976       |
| (3261) Tvardovskij  | 22 de septiembre de 1979 |
| (3283) Skorina      | 27 de agosto de 1979     |
| (3298) Massandra    | 21 de julio de 1979      |
| (3302) Schliemann   | 11 de septiembre de 1977 |
| (3306) Byron        | 24 de septiembre de 1979 |
| (3311) Podobed      | 26 de agosto de 1976     |
| (3323) Turgenev     | 22 de septiembre de 1979 |
| (3348) Pokryshkin   | 6 de marzo de 1978       |
| (3349) Manas        | 23 de marzo de 1979      |
| (3358) Anikushin    | 1 de septiembre de 1978  |
| (3359) Purcari      | 13 de septiembre de 1978 |
| (3372) Bratijchuk   | 24 de septiembre de 1976 |
| (3373) Koktebelia   | 31 de agosto de 1978     |
| (3385) Bronnina     | 24 de septiembre de 1979 |
| (3399) Kobzon       | 22 de septiembre de 1979 |
| (3408) Shalamov     | 18 de agosto de 1977     |
| (3409) Abramov      | 9 de septiembre de 1977  |
| (3436) Ibadinov     | 24 de septiembre de 1976 |
| (3444) Stepanian    | 7 de septiembre de 1980  |
| (3448) Narbut       | 22 de agosto de 1977     |
| (3461) Mandelshtam  | 18 de septiembre de 1977 |

| (3466) Ritina         | 6 de marzo de 1975       |
| (3470) Yaronika       | 6 de marzo de 1975       |
| (3471) Amelin         | 21 de agosto de 1977     |
| (3493) Stepanov       | 3 de abril de 1976       |
| (3504) Kholshevnikov  | 3 de septiembre de 1981  |
| (3517) Tatianicheva   | 24 de septiembre de 1976 |
| (3518) Florena        | 18 de agosto de 1977     |
| (3535) Ditte          | 24 de septiembre de 1979 |
| (3544) Borodino       | 7 de septiembre de 1977  |
| (3557) Sokolsky       | 19 de agosto de 1977     |
| (3575) Anyuta         | 26 de febrero de 1984    |
| (3576) Galina         | 26 de febrero de 1984    |
| (3591) Vladimirskij   | 31 de agosto de 1978     |
| (3599) Basov          | 8 de agosto de 1978      |
| (3601) Velikhov       | 22 de septiembre de 1979 |
| (3618) Kuprin         | 20 de agosto de 1979     |
| (3632) Grachevka      | 24 de septiembre de 1976 |
| (3653) Klimishin      | 25 de abril de 1979      |
| (3656) Hemingway      | 31 de agosto de 1978     |
| (3660) Lazarev        | 31 de agosto de 1978     |
| (3661) Dolmatovskij   | 16 de octubre de 1979    |
| (3710) Bogoslovskij   | 13 de septiembre de 1978 |
| (3723) Voznesenskij   | 1 de abril de 1976       |
| (3738) Ots            | 19 de agosto de 1977     |
| (3739) Rem            | 8 de septiembre de 1977  |
| (3762) Amaravella     | 26 de agosto de 1976     |
| (3787) Aivazovskij    | 11 de septiembre de 1977 |
| (3799) Novgorod       | 22 de septiembre de 1979 |
| (3816) Chugainov      | 8 de noviembre de 1975   |
| (3818) Gorlitsa       | 20 de agosto de 1979     |
| (3835) Korolenko      | 23 de septiembre de 1977 |
| (3836) Lem            | 22 de septiembre de 1979 |
| (3839) Bogaevskij     | 26 de julio de 1971      |
| (3845) Neyachenko     | 22 de septiembre de 1979 |
| (3856) Lutskij        | 26 de agosto de 1976     |
| (3883) Verbano        | 7 de septiembre de 1972  |
| (3884) Alferov        | 13 de marzo de 1977      |
| (3885) Bogorodskij    | 25 de abril de 1979      |
| (3886) Shcherbakovia  | 3 de septiembre de 1981  |
| (3923) Radzievskij    | 24 de septiembre de 1976 |
| (3942) Churivannia    | 11 de septiembre de 1977 |
| (3945) Gerasimenko    | 14 de agosto de 1982     |
| (3965) Konopleva      | 8 de noviembre de 1975   |
| (3966) Cherednichenko | 24 de septiembre de 1976 |
| (3986) Rozhkovskij    | 19 de septiembre de 1985 |
| (4009) Drobyshevskij  | 13 de marzo de 1977      |
| (4010) Nikol'skij     | 21 de agosto de 1977     |
| (4011) Bakharev       | 28 de septiembre de 1978 |

| (4013) Ogiria           | 21 de julio de 1979      |
| (4014) Heizman          | 28 de septiembre de 1979 |
| (4067) Mikhel'son       | 11 de octubre de 1966    |
| (4074) Sharkov          | 22 de octubre de 1981    |
| (4115) Peternorton      | 29 de agosto de 1982     |
| (4141) Nintanlena       | 8 de agosto de 1978      |
| (4165) Didkovskij       | 1 de abril de 1976       |
| (4187) Shulnazaria      | 11 de abril de 1978      |
| (4188) Kitezh           | 25 de abril de 1979      |
| (4189) Sayany           | 22 de septiembre de 1979 |
| (4233) Pal'chikov       | 11 de septiembre de 1977 |
| (4234) Evtushenko       | 6 de mayo de 1978        |
| (4236) Lidov            | 23 de marzo de 1979      |
| (4237) Raushenbakh      | 24 de septiembre de 1979 |
| (4271) Novosibirsk      | 3 de abril de 1976       |
| (4274) Karamanov        | 6 de septiembre de 1980  |
| (4280) Simonenko        | 13 de agosto de 1985     |
| (4306) Dunaevskij       | 24 de septiembre de 1976 |
| (4308) Magarach         | 9 de agosto de 1978      |
| (4315) Pronik           | 24 de septiembre de 1979 |
| (4316) Babinkova        | 14 de octubre de 1979    |
| (4389) Durbin           | 1 de abril de 1976       |
| (4391) Balodis          | 21 de agosto de 1977     |
| (4392) Agita            | 13 de septiembre de 1978 |
| (4428) Khotinok         | 18 de septiembre de 1977 |
| (4429) Chinmoy          | 12 de septiembre de 1978 |
| (4464) Vulcano          | 11 de octubre de 1966    |
| (4468) Pogrebetskij     | 24 de septiembre de 1976 |
| (4470) Sergeev-Censkij  | 31 de agosto de 1978     |
| (4472) Navashin         | 15 de octubre de 1980    |
| (4480) Nikitibotania    | 24 de agosto de 1985     |
| (4515) Khrennikov       | 28 de septiembre de 1973 |
| (4516) Pugovkin         | 28 de septiembre de 1973 |
| (4518) Raikin           | 1 de abril de 1976       |
| (4519) Vorónezh         | 18 de diciembre de 1976  |
| (4520) Dovzhenko        | 22 de agosto de 1977     |
| (4521) Akimov           | 29 de marzo de 1979      |
| (4534) Rimskij-Korsakov | 6 de agosto de 1986      |
| (4561) Lemeshev         | 13 de septiembre de 1978 |
| (4592) Alkissia         | 24 de septiembre de 1979 |
| (4618) Shakhovskoj      | 12 de septiembre de 1977 |
| (4619) Polyakhova       | 11 de septiembre de 1977 |
| (4621) Tambov           | 27 de agosto de 1979     |
| (4653) Tommaso          | 1 de abril de 1976       |
| (4654) Gor'kavyj        | 11 de septiembre de 1977 |
| (4655) Marjoriika       | 1 de septiembre de 1978  |
| (4657) López            | 22 de septiembre de 1979 |
| (4658) Gavrilov         | 24 de septiembre de 1979 |

| (4683) Veratar         | 1 de abril de 1976       |
| (4685) Karetnikov      | 27 de septiembre de 1978 |
| (4686) Maisica         | 22 de septiembre de 1979 |
| (4687) Brunsandrej     | 24 de septiembre de 1979 |
| (4728) Lyapidevskij    | 11 de noviembre de 1979  |
| (4737) Kiladze         | 24 de agosto de 1985     |
| (4777) Aksenov         | 24 de septiembre de 1976 |
| (4780) Polina          | 25 de abril de 1979      |
| (4786) Tatianina       | 13 de agosto de 1985     |
| (4813) Terebizh        | 11 de septiembre de 1977 |
| (4814) Casacci         | 1 de septiembre de 1978  |
| (4852) Pamjones        | 15 de mayo de 1977       |
| (4882) Divari          | 21 de agosto de 1977     |
| (4883) Korolirina      | 5 de septiembre de 1978  |
| (4884) Bragaria        | 21 de julio de 1979      |
| (4920) Gromov          | 8 de agosto de 1978      |
| (4935) Maslachkova     | 13 de agosto de 1985     |
| (4964) Kourovka        | 21 de julio de 1979      |
| (4982) Bartini         | 14 de agosto de 1977     |
| (4983) Schroeteria     | 11 de septiembre de 1977 |
| (4986) Osipovia        | 23 de septiembre de 1979 |
| (5016) Migirenko       | 2 de abril de 1976       |
| (5044) Shestaka        | 18 de agosto de 1977     |
| (5083) Irinara         | 13 de marzo de 1977      |
| (5084) Gnedin          | 26 de marzo de 1977      |
| (5085) Hippocrene      | 14 de julio de 1977      |
| (5086) Demin           | 5 de septiembre de 1978  |
| (5087) Emel'yanov      | 12 de septiembre de 1978 |
| (5219) Zemka           | 2 de abril de 1976       |
| (5220) Vika            | 23 de septiembre de 1979 |
| (5222) Ioffe           | 11 de octubre de 1980    |
| (5245) Maslyakov       | 1 de abril de 1976       |
| (5252) Vikrymov        | 13 de agosto de 1985     |
| (5269) Paustovskij     | 28 de septiembre de 1978 |
| (5302) Romanoserra     | 18 de diciembre de 1976  |
| (5303) Parijskij       | 3 de octubre de 1978     |
| (5314) Wilkickia       | 20 de septiembre de 1982 |
| (5319) Petrovskaya     | 15 de septiembre de 1985 |
| (5343) Ryzhov          | 23 de septiembre de 1977 |
| (5344) Ryabov          | 1 de septiembre de 1978  |
| (5360) Rozhdestvenskij | 8 de noviembre de 1975   |
| (5411) Liia            | 2 de enero de 1973       |
| (5413) Smyslov         | 13 de marzo de 1977      |
| (5414) Sokolov         | 11 de septiembre de 1977 |
| (5415) Lyanzuridi      | 3 de octubre de 1978     |
| (5455) Surkov          | 13 de septiembre de 1978 |
| (5456) Merman          | 25 de abril de 1979      |
| (5458) Aizman          | 10 de octubre de 1980    |

| (5543) Sharaf          | 3 de octubre de 1978     |
| (5570) Kirsan          | 4 de abril de 1976       |
| (5614) Yakovlev        | 11 de noviembre de 1979  |
| (5661) Hildebrand      | 14 de agosto de 1977     |
| (5707) Shevchenko      | 2 de abril de 1976       |
| (5714) Krasinsky       | 14 de agosto de 1982     |
| (5794) Irmina          | 24 de septiembre de 1976 |
| (5839) GOI             | 21 de septiembre de 1974 |
| (5859) Ostozhenka      | 23 de marzo de 1979      |
| (5887) Yauza           | 24 de septiembre de 1976 |
| (5889) Mickiewicz      | 31 de marzo de 1979      |
| (5931) Zhvanetskij     | 1 de abril de 1976       |
| (5932) Prutkov         | 1 de abril de 1976       |
| (5933) Kemurdzhian     | 26 de agosto de 1976     |
| (5935) Ostankino       | 13 de marzo de 1977      |
| (5936) Khadzhinov      | 29 de marzo de 1979      |
| (5988) Gorodnitskij    | 1 de abril de 1976       |
| (5989) Sorin           | 26 de agosto de 1976     |
| (5990) Panticapaeon    | 9 de marzo de 1977       |
| (5991) Ivavladis       | 25 de abril de 1979      |
| (6075) Zajtsev         | 1 de abril de 1976       |
| (6164) Gerhardmüller   | 9 de septiembre de 1977  |
| (6165) Frolova         | 8 de agosto de 1978      |
| (6167) Narmanskij      | 27 de agosto de 1979     |
| (6219) Demalia         | 8 de agosto de 1978      |
| (6232) Zubitskia       | 19 de septiembre de 1985 |
| (6262) Javid           | 1 de septiembre de 1978  |
| (6356) Tairov          | 26 de agosto de 1976     |
| (6357) Glushko         | 24 de septiembre de 1976 |
| (6358) Chertok         | 13 de enero de 1977      |
| (6359) Dubinin         | 13 de enero de 1977      |
| (6467) Prilepina       | 14 de octubre de 1979    |
| (6536) Vysochinska     | 14 de julio de 1977      |
| (6537) Adamovich       | 19 de agosto de 1979     |
| (6574) Gvishiani       | 26 de agosto de 1976     |
| (6575) Slavov          | 8 de agosto de 1978      |
| (6576) Kievtech        | 5 de septiembre de 1978  |
| (6589) Jankovich       | 19 de septiembre de 1985 |
| (6622) Matvienko       | 5 de septiembre de 1978  |
| (6683) Karachentsov    | 1 de abril de 1976       |
| (6684) Volodshevchenko | 19 de agosto de 1977     |
| (6685) Boitsov         | 31 de agosto de 1978     |
| (6753) Fursenko        | 14 de septiembre de 1974 |
| (6811) Kashcheev       | 26 de agosto de 1976     |
| (6845) Mansurova       | 2 de mayo de 1976        |
| (7002) Bronshten       | 26 de julio de 1971      |
| (7003) Zoyamironova    | 25 de septiembre de 1976 |
| (7008) Pavlov          | 23 de agosto de 1985     |

| (7046) Reshetnev     | 20 de agosto de 1977     |
| (7073) Rudbelia      | 11 de septiembre de 1972 |
| (7074) Muckea        | 10 de septiembre de 1977 |
| (7075) Sadovnichij   | 24 de septiembre de 1979 |
| (7106) Kondakov      | 8 de agosto de 1978      |
| (7108) Nefedov       | 2 de septiembre de 1981  |
| (7216) Ishkov        | 21 de agosto de 1977     |
| (7271) Doroguntsov   | 22 de septiembre de 1979 |
| (7319) Katterfeld    | 24 de septiembre de 1976 |
| (7322) Lavrentina    | 22 de septiembre de 1979 |
| (7323) Robersomma    | 22 de septiembre de 1979 |
| (7373) Stashis       | 27 de agosto de 1979     |
| (7385) Aktsynovia    | 22 de octubre de 1981    |
| (7394) Xanthomalitia | 18 de agosto de 1985     |
| (7451) Verbitskaya   | 8 de agosto de 1978      |
| (7452) Izabelyuria   | 31 de agosto de 1978     |
| (7453) Slovtsov      | 5 de septiembre de 1978  |
| (7509) Gamzatov      | 9 de marzo de 1977       |
| (7628) Evgenifedorov | 19 de agosto de 1977     |
| (7629) Foros         | 19 de agosto de 1977     |
| (7725) Sel'vinskij   | 11 de septiembre de 1972 |
| (7727) Chepurova     | 8 de marzo de 1975       |
| (7729) Golovanov     | 24 de agosto de 1977     |
| (7910) Aleksola      | 1 de abril de 1976       |
| (7912) Lapovok       | 8 de agosto de 1978      |
| (7924) Simbirsk      | 6 de agosto de 1986      |
| (7976) Pinigin       | 21 de agosto de 1977     |
| (7980) Senkevich     | 3 de octubre de 1978     |
| (8062) Okhotsymskij  | 13 de marzo de 1977      |
| (8064) Lisitsa       | 1 de septiembre de 1978  |
| (8065) Nakhodkin     | 31 de marzo de 1979      |
| (8141) Nikolaev      | 20 de septiembre de 1982 |
| (8150) Kaluga        | 24 de agosto de 1985     |
| (8246) Kotov         | 20 de agosto de 1979     |
| (8248) Gurzuf        | 14 de octubre de 1979    |
| (8321) Akim          | 13 de marzo de 1977      |
| (8322) Kononovich    | 5 de septiembre de 1978  |
| (8339) Kosovichia    | 15 de septiembre de 1985 |
| (8446) Tazieff       | 28 de septiembre de 1973 |
| (8449) Maslovets     | 13 de marzo de 1977      |
| (8450) Egorov        | 19 de agosto de 1977     |
| (8451) Gaidai        | 11 de septiembre de 1977 |
| (8470) Dudinskaya    | 17 de septiembre de 1982 |
| (8475) Vsevoivanov   | 13 de agosto de 1985     |
| (8609) Shuvalov      | 22 de agosto de 1977     |
| (8635) Yuriosipov    | 13 de agosto de 1985     |
| (8781) Yurka         | 1 de abril de 1976       |
| (8783) Gopasyuk      | 13 de marzo de 1977      |

| (8785) Boltwood        | 5 de septiembre de 1978  |
| (8805) Petrpetrov      | 22 de octubre de 1981    |
| (8806) Fetisov         | 22 de octubre de 1981    |
| (8983) Rayakazakova    | 13 de marzo de 1977      |
| (8984) Derevyanko      | 22 de agosto de 1977     |
| (8985) Tula            | 9 de agosto de 1978      |
| (9145) Shustov         | 1 de abril de 1976       |
| (9148) Boriszaitsev    | 13 de marzo de 1977      |
| (9155) Verkhodanov     | 18 de septiembre de 1982 |
| (9263) Khariton        | 24 de septiembre de 1976 |
| (9535) Plitchenko      | 22 de octubre de 1981    |
| (9549) Akplatonov      | 19 de septiembre de 1985 |
| (9717) Lyudvasilia     | 24 de septiembre de 1976 |
| (9733) Valtikhonov     | 19 de septiembre de 1985 |
| (9915) Potanin         | 8 de septiembre de 1977  |
| (9916) Kibirev         | 3 de octubre de 1978     |
| (9932) Kopylov         | 23 de agosto de 1985     |
| (9933) Alekseev        | 19 de septiembre de 1985 |
| (10005) Chernega       | 24 de septiembre de 1976 |
| (10010) Rudruna        | 9 de agosto de 1978      |
| (10011) Avidzba        | 31 de agosto de 1978     |
| (10012) Tmutarakania   | 3 de septiembre de 1978  |
| (10022) Zubov          | 22 de septiembre de 1979 |
| (10263) Vadimsimona    | 24 de septiembre de 1976 |
| (10264) Marov          | 8 de agosto de 1978      |
| (10269) Tusi           | 24 de septiembre de 1979 |
| (10452) Zuev           | 25 de septiembre de 1976 |
| (10456) Anechka        | 8 de agosto de 1978      |
| (10457) Suminov        | 31 de agosto de 1978     |
| (10481) Esipov         | 23 de agosto de 1982     |
| (10670) Seminozhenko   | 14 de agosto de 1977     |
| (10671) Mazurova       | 11 de septiembre de 1977 |
| (10672) Kostyukova     | 31 de agosto de 1978     |
| (10681) Khture         | 14 de octubre de 1979    |
| (10718) Samus'         | 23 de agosto de 1985     |
| (10990) Okunev         | 28 de septiembre de 1973 |
| (10991) Dulov          | 14 de septiembre de 1974 |
| (11003) Andronov       | 14 de octubre de 1979    |
| (11011) KIAM           | 22 de octubre de 1981    |
| (11015) Romanenko      | 17 de septiembre de 1982 |
| (11257) Rodionta       | 3 de octubre de 1978     |
| (11264) Claudiomaccone | 16 de octubre de 1979    |
| (11444) Peshekhonov    | 31 de agosto de 1978     |
| (11785) Migaic         | 2 de enero de 1973       |
| (11786) Bakhchivandji  | 19 de agosto de 1977     |
| (11787) Baumanka       | 19 de agosto de 1977     |
| (11788) Nauchnyj       | 21 de agosto de 1977     |
| (11790) Goode          | 1 de septiembre de 1978  |

| (12185) Gasprinskij      | 24 de septiembre de 1976 |
| (12187) Lenagoryunova    | 11 de septiembre de 1977 |
| (12189) Dovgyj           | 5 de septiembre de 1978  |
| (12670) Passargea        | 22 de septiembre de 1979 |
| (12674) Rybalka          | 7 de septiembre de 1980  |
| (12975) Efremov          | 28 de septiembre de 1973 |
| (12976) Kalinenkov       | 26 de agosto de 1976     |
| (13005) Stankonyukhov    | 18 de septiembre de 1982 |
| (13009) Voloshchuk       | 13 de agosto de 1985     |
| (13480) Potapov          | 9 de agosto de 1978      |
| (13482) Igorfedorov      | 25 de abril de 1979      |
| (13906) Shunda           | 20 de agosto de 1977     |
| (13922) Kremenia         | 19 de septiembre de 1985 |
| (14317) Antonov          | 8 de agosto de 1978      |
| (14322) Shakura          | 22 de diciembre de 1978  |
| (14335) Alexosipov       | 3 de septiembre de 1981  |
| (14346) Zhilyaev         | 23 de agosto de 1985     |
| (14794) Konetskiy        | 24 de septiembre de 1976 |
| (15673) Chetaev          | 8 de agosto de 1978      |
| (15695) Fedorshpig       | 11 de septiembre de 1985 |
| (16356) Univbalttech     | 1 de abril de 1976       |
| (16358) Plesetsk         | 20 de diciembre de 1976  |
| (16407) Oiunskij         | 19 de septiembre de 1985 |
| (17354) Matrosov         | 13 de marzo de 1977      |
| (17356) Vityazev         | 9 de agosto de 1978      |
| (18301) Konyukhov        | 27 de agosto de 1979     |
| (19081) Mravinskij       | 22 de septiembre de 1973 |
| (19082) Vikchernov       | 26 de agosto de 1976     |
| (19096) Leonfridman      | 14 de octubre de 1979    |
| (19915) Bochkarev        | 14 de septiembre de 1974 |
| (19916) Donbass          | 26 de agosto de 1976     |
| (20963) Pisarenko        | 19 de agosto de 1977     |
| (22249) Dvorets Pionerov | 11 de septiembre de 1972 |
| (22254) Vladbarmin       | 3 de octubre de 1978     |
| (23406) Kozlov           | 23 de agosto de 1977     |
| (23409) Derzhavin        | 31 de agosto de 1978     |
| (23410) Vikuznetsov      | 31 de agosto de 1978     |
| (24605) Tsykalyuk        | 8 de noviembre de 1975   |
| (24607) Sevnatu          | 14 de agosto de 1977     |
| (24608) Alexveselkov     | 18 de septiembre de 1977 |
| (24647) Maksimachev      | 23 de agosto de 1985     |
| (24648) Evpatoria        | 19 de septiembre de 1985 |
| (24649) Balaklava        | 19 de septiembre de 1985 |
| (26075) Levitsvet        | 8 de agosto de 1978      |
| (26793) Bolshoi          | 13 de enero de 1977      |
| (27658) Dmitrijbagalej   | 1 de septiembre de 1978  |
| (29080) Astrocourier     | 1 de septiembre de 1978  |
| (30722) Biblioran        | 6 de septiembre de 1978  |

| (32734) Kryukov      | 1 de septiembre de 1978  |
| (37530) Dancingangel | 11 de septiembre de 1977 |
| (37556) Svyaztie     | 28 de agosto de 1982     |
| (39509) Kardashev    | 22 de octubre de 1981    |
| (48410) Kolmogorov   | 23 de agosto de 1985     |
| (52231) Sitnik       | 5 de septiembre de 1978  |
| (52263) 1985 QD6     | 24 de agosto de 1985     |
| (69259) Savostyanov  | 18 de septiembre de 1982 |
| (73638) Likhanov     | 8 de noviembre de 1975   |